# Rodel vid olympiska vinterspelen 1988
Resultaten från tävlingarna i rodel vid olympiska vinterspelen 1988.

## Herrar

### Singel
| Medalj | Åkare           | Tid      |
| Guld   | Jens Müller     | 3:05.548 |
| Silver | Georg Hackl     | 3:05.916 |
| Brons  | Yuri Kharchenko | 3:06.274 |

### Dubbel
| Medalj | Land (åkare)                                      | Tid      |
| Guld   | Östtyskland (Jörg Hoffmann, Jochen Pietzsch)      | 1:31.940 |
| Silver | Östtyskland (Stefan Krausse, Jan Behrendt)        | 1:32.039 |
| Brons  | Västtyskland (Thomas Schwab, Wolfgang Staudinger) | 1:32.274 |

## Damer

### Singel
| Medalj | Åkare              | Tid      |
| Guld   | Steffi Walter      | 3:03.973 |
| Silver | Ute Oberhoffner    | 3:04.105 |
| Brons  | Cerstin Schmidt    | 3:04.181 |
| 4      | Veronika Bilgeri   | 3:05.670 |
| 5      | Yuliya Antipova    | 3:05.787 |
| 6      | Bonny Warner       | 3:06.056 |
| 7      | Marie-Claude Doyon | 3:06.211 |
| 8      | Nadejda Danilina   | 3:06.364 |

## Medaljlista
| Pl. | Nation        | Guld | Silver | Brons | Totalt |
| --- | ------------- | ---- | ------ | ----- | ------ |
| 1   | Östtyskland   | 3    | 2      | 1     | 6      |
| 2   | Västtyskland  | 0    | 1      | 1     | 2      |
| 3   | Sovjetunionen | 0    | 0      | 1     | 1      |